# Grafmonument van Dirk van Assendelft

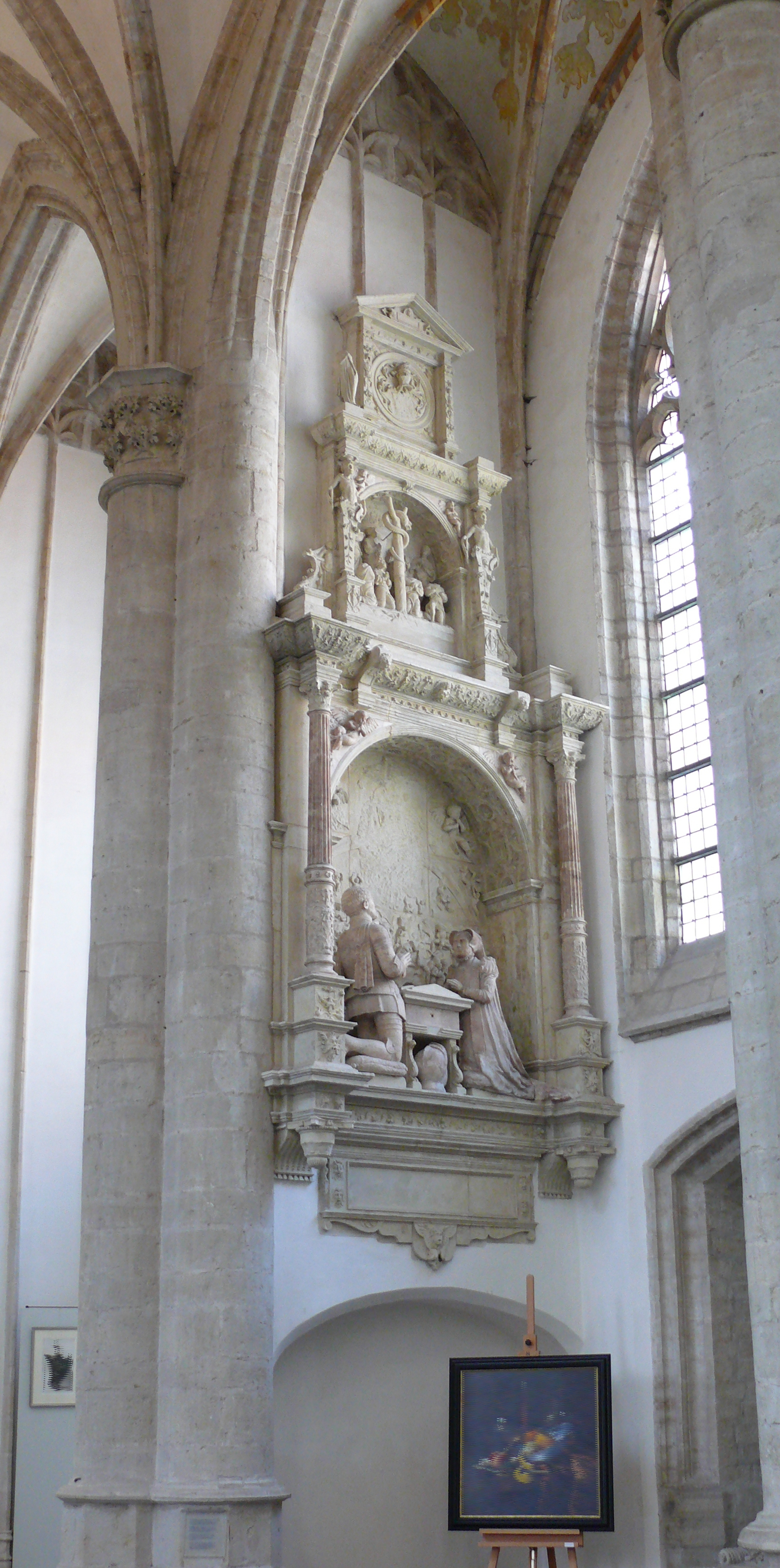
Epitaaf van Dirk van Assendelft en Adriana van Nassau

Het grafmonument van Dirk van Assendelft bevindt zich in de Grote- of Onze Lieve Vrouwekerk aan de Grote Markt van Breda.
Dirk van Assendelft, heer van Besoyen, Heinenoord en Albrandswaard (1498-1553) was schout van Breda. Hij was getrouwd met Adriana van Nassau (1512-1558), een dochter van Paulus van Nassau en Catharina van Haeften.
Het monument voor Van Assendelft en zijn vrouw werd waarschijnlijk gemaakt in het atelier van Cornelis Floris. Het bestaat uit drie etages: bij het eerste worden beiden afgebeeld, knielend aan weerszijden van een gebedsbankje, voor een reliëf van het laatste oordeel. Het tweede stuk beeldt een groep mensen in aanbidding voor de koperen slang uit het Oude Testament. Het derde stuk bevatte het wapenschild van de familie, dit werd, tezamen met een viertal beeldjes van deugden, in de Franse tijd weggehakt.
De epitaaf is een aantal malen gerestaureerd.

## Galerij

Wapen Van Assendelft
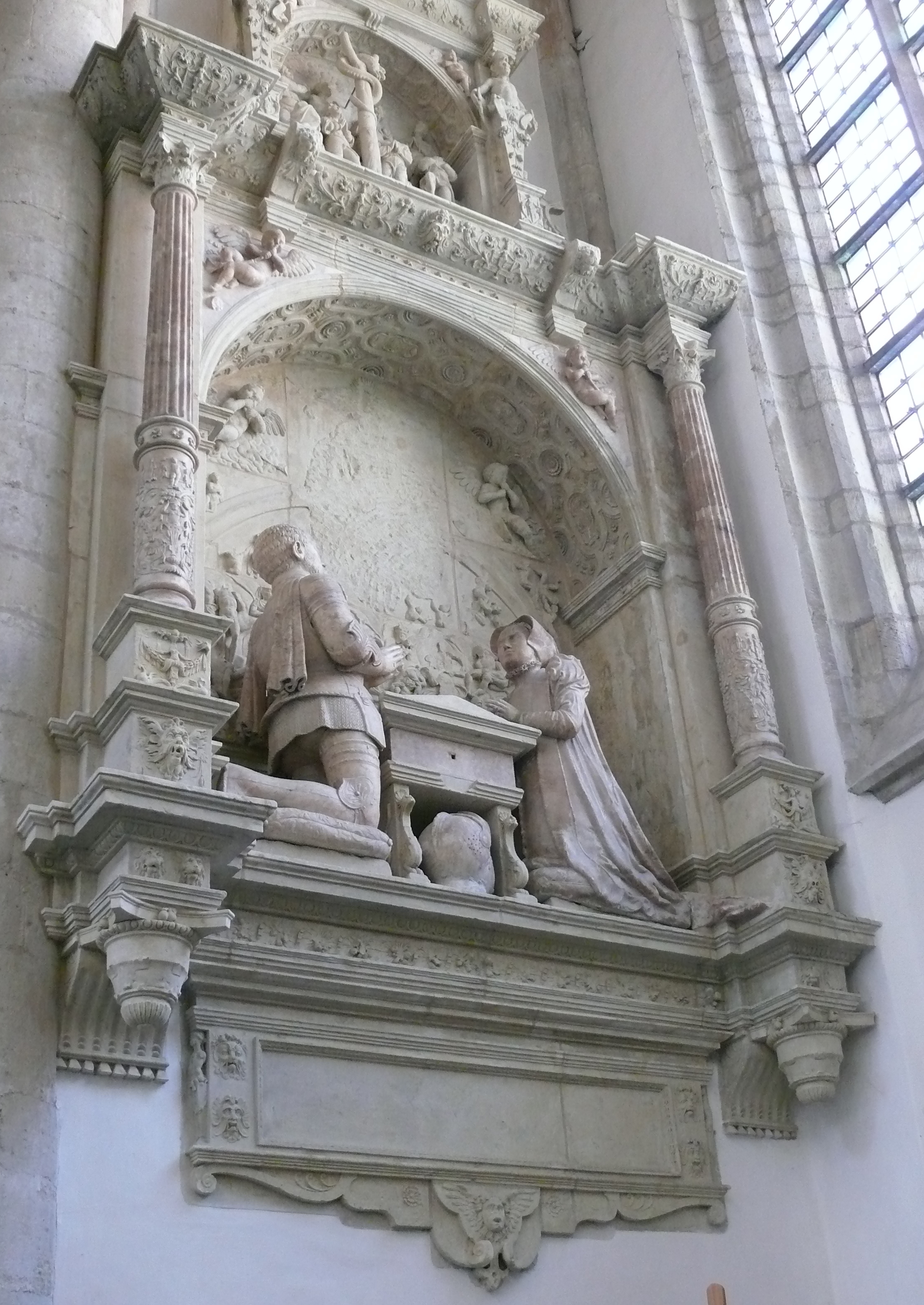
De onderste etage
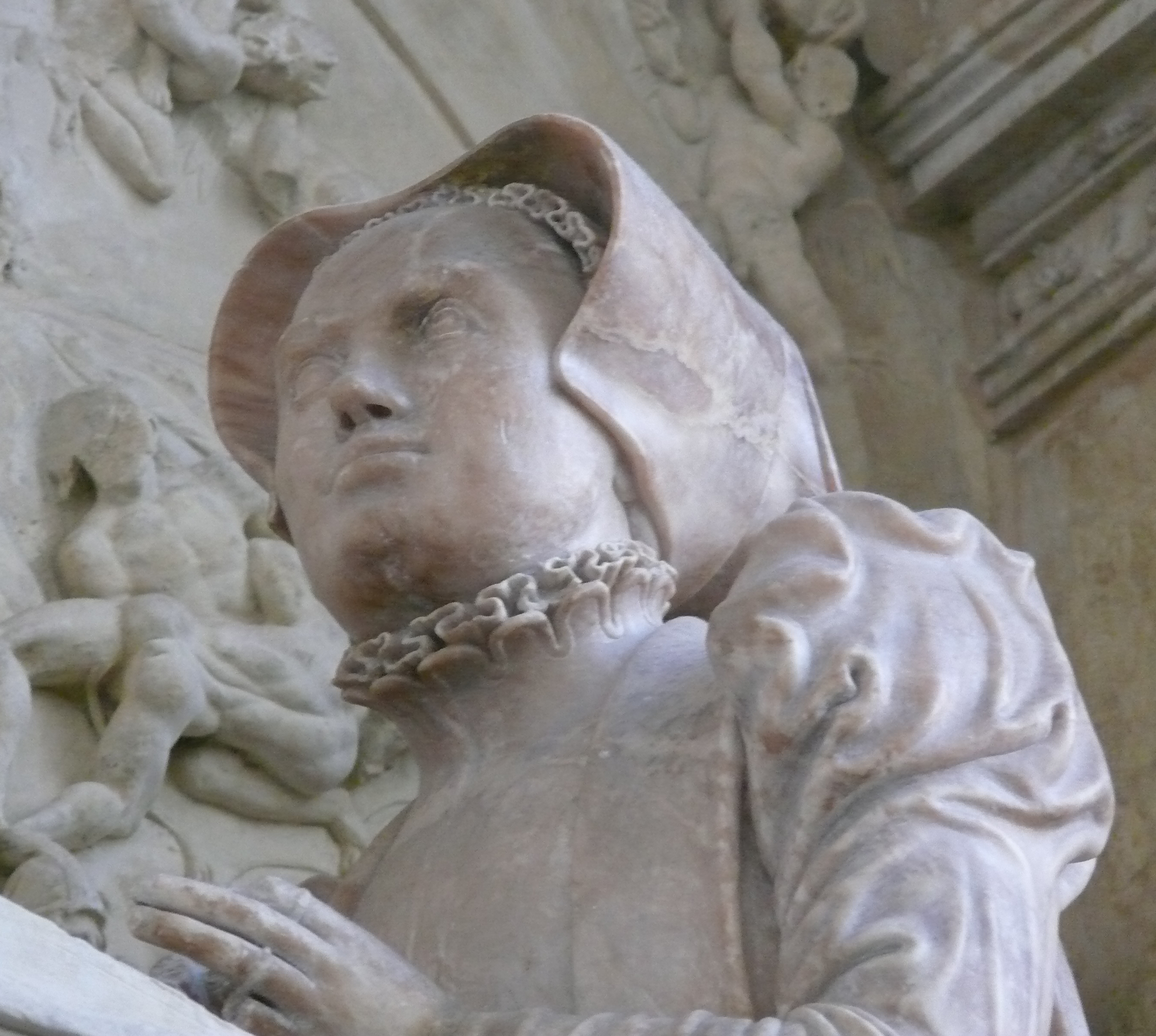
Detail beeld Anna van Nassau